# Ectinohoplia oculicauda
Ectinohoplia oculicauda är en skalbaggsart som beskrevs av Gilbert John Arrow 1921. Ectinohoplia oculicauda ingår i släktet Ectinohoplia och familjen Melolonthidae. Inga underarter finns listade i Catalogue of Life.